# Grande Holanda
Grande Holanda, Holanda Maior (em neerlandês:  Groot-Nederland) ou Dietsland ("Dutchland") é um ideal político utilizado por grupos políticos nacionalistas irredentistas que aspira unir todas as regiões falantes do holandês (Holanda e Flandres) em um único Estado.
O conceito foi defendido por Pieter Geyl, que argumentou que Países Baixos e Flandres só se separaram durante a Guerra dos Oitenta Anos contra a Espanha no século XVI. Embora Geyl fosse fortemente anti-nazista e argumentasse de uma perspectiva histórica e cultural, a Alemanha nazista construiu a ideia durante a Segunda Guerra Mundial com um foco no nacionalismo étnico, ainda proeminente entre alguns na extrema direita política.
O movimento da Grande Holanda está há muito tempo dividido sobre a forma política que a ideia tomará, considerando, entre outras coisas, um Estado unitário, uma federação ou uma confederação. Dado este cenário seria unir o povo holandês, o termo Dietsland ("Dutchland") é usado para descrever a unificação. A ideologia, também conhecida como o "reunificação holandesa", baseia-se no fato de que os holandeses e belgas de língua neerlandesa (conhecido como flamengos) partilham uma história comum, cultura e língua. Além de ter defensores na Holanda, na Bélgica (região de Flandres), também é grande o número de adeptos dessa ideia e dadas as dificuldades sentidas em formar um governo após as eleições belgas em 2007, a probabilidade de Flandres separar-se da Bélgica parece maior do que antes. O conceito de "Grande Holanda" é associada à organizações de direita, tanto na Holanda e na Bélgica, que utilizou parte da ideologia do movimento e de alguns dos seus símbolos para atingir seus próprios objetivos durante a Segunda Guerra Mundial.
Outro cenário, denominado "Grande Países Baixos" (Heel-Nederland) ou "Toda a Holanda" envolve combinar todos os Países Baixos em uma única entidade, a "Netherlands". Essa ideologia deseja a criação de um estado, compreendendo todos os Países Baixos históricos (não apenas as áreas de língua neerlandesa). A principal proposta envolve unir a Bélgica, Luxemburgo e os Países Baixos (o que seria semelhante ao antigo Reino Unido dos Países Baixos). Outras versões incluem ainda o Norte da França (de preferência, Nord-Pas de Calais) e áreas de idioma holandês da Alemanha, indo mesmo ao extremo de incluir a África do Sul.